# Michael Riegler
Michael Riegler (* 17. Juli 1979 in Grabs, Schweiz) ist ein ehemaliger liechtensteinischer Skirennläufer.

## Biografie
Nachdem Riegler nahm an den Alpinen Ski-Juniorenweltmeisterschaften 1996, 1997 und 1998 an, belegte aber in keinem Rennen eine Platzierung unter den Besten 40. Sein Debüt im Weltcup gab Riegler am 26. Januar 2002 beim Super-G in Garmisch-Partenkirchen. Einen Monat später war er Teil der Olympiamannschaft von Liechtenstein bei den Winterspielen in Salt Lake City. Riegler trat im Super-G und im Riesenslalom an. Im Riesenslalom belegte er den 25. Platz, im Super-G jedoch konnte er das Rennen nicht beenden.